# Tillandsia esseriana
Tillandsia esseriana là một loài thực vật có hoa trong họ Bromeliaceae. Loài này được Rauh & L.B.Sm. miêu tả khoa học đầu tiên năm 1970.